# Liù (album)
Liù è il sesto album di inediti del complesso musicale italiano degli Alunni del Sole, pubblicato nel 1978. Tutti i brani sono di Paolo Morelli. Con il brano omonimo gli Alunni Del Sole vinsero il Festivalbar 1978.

## Tracce
1. Mara
2. Madonna
3. Il paesaggio di neve
4. Ritrovarsi
5. Liù
6. Se hai peccato
7. Gitani
8. Maddalena
9. Nonna nonna
10. Finisce qui

## Formazione
- Paolo Morelli (pianoforte-Sintetizzatori e voce)
- Bruno Morelli (chitarre)
- Giulio Leofrigio (batteria)
- Giampaolo Borra (basso)